# Velike Poljane (gmina Škocjan)
Velike Poljane – wieś w Słowenii, w gminie Škocjan. W 2018 roku liczyła 82 mieszkańców.